# Paul Burnett (Beachvolleyballspieler)
Paul Burnett (* 12. Januar 1998 in London, Ontario, Kanada) ist ein australischer Beachvolleyballspieler.

## Karriere
Burnett spielte 2016 und 2017 an der Seite von Marcus Ferguson auf verschiedenen Junioren-Meisterschaften und wurde in Thailand U21-Asienmeister. 2017/18 und 2018/19 startete er auf der FIVB World Tour, vorwiegend mit Maximilian Guehrer. Bestes Ergebnis war hier im November 2018 ein dritter Platz beim 1-Stern-Turnier in Ljubljana. Anfang 2020 noch einmal mit Ferguson wurde er zum ersten Mal australischer Meister. Das Finale gewann das Duo kampflos, da sich Gegner Zachery Schubert im Halbfinale so schwer vertletzt hatte, dass er und Max Guehrer im Endspiel nicht antreten konnten. Im Frühjahr 2021 war Burnett mit Thomas Hodges auf nationalen Turnieren aktiv. Seit November 2021 spielte Burnett zusammen mit dem Olympiateilnehmer Christopher McHugh und wurde in Phuket Asienmeister. Auf den Challenge-Turnieren der World Beach Pro Tour 2022 erreichten McHugh/Burnett in Tlaxcala und in Doha jeweils Platz fünf sowie in Kuşadası Platz zwei. Bei der Weltmeisterschaft reichte es zum siebzehnten Rang. Im Anschluss daran gewannen die beiden die Commonwealth-Games in Birmingham. Weitere hervorragende Leistungen in der Saison waren die Finalteilnahme bei den Asienmeisterschaften, der Bronzerang beim Challenge in Torquay und das Erreichen der Runde der besten acht beim Elite16 am gleichen Ort. In der nächsten Spielzeit konnten sie bei den wichtigsten Veranstaltungen ihre Platzierungen aus dem Vorjahr bestätigen. Dies betraf die Vizeasienmeisterschaft ebenso wie den siebzehnten Rang bei den Welttitelkämpfen.
Ende des Jahres bildeten Burnett und Jack Pearse ein neues Beachduo und gewannen gleich das Futures in Geelong. 2024 standen sie bei gleichwertigen Veranstaltungen sowohl in Mollymook als auch in Coolangatta im Endspiel. Gemeinsam mit Izac Carracher und Mark Nicolaidis siegten sie beim AVC  Beach Volleyball Continental Cup Finale des gleichen Jahres und sicherten so ihrem Nationalverband einen weiteren Startplatz für die Olympischen Spiele in Paris. Nach einem einmaligen Intermezzo mit Expartner McHugh beim Elite16 in Wien, bei dem das Beachpaar die Qualifikation überstand, im Hauptwettbewerb jedoch sieglos blieb, ist der in Ontario geborene Sportler seit 2025 mit Luke Ryan auf den Beachfeldern unterwegs. Bestes Resultat war in der ersten Jahreshälfte der Gewinn der australischen Meisterschaft.

## Berufliches
Parallel zum Beachvolleyball studierte Burnett fünf Jahre Zahnmedizin an der University of Adelaide und ist seit 2020 qualifizierter Zahnarzt.